# Eustala brevispina
Eustala brevispina är en spindelart som beskrevs av Willis J. Gertsch och Davis 1936. Eustala brevispina ingår i släktet Eustala och familjen hjulspindlar. Inga underarter finns listade i Catalogue of Life.